# حسین یوسفی
حسین یوسفی سیاست‌مدار ایرانی بود، که در  دوره بیست و دوم  بعنوان نماینده سنقر در مجلس شورای ملی حضور داشت.